# Karina Smirnoff
Karina Smirnoff (in greco Καρίνα Σμίρνοφ?; in ucraino Каріна Смірнова?; 2 gennaio 1978) è una ballerina statunitense nata in Unione Sovietica.
È nota al pubblico come ballerina professionista al programma Ballando con le stelle, dove ha vinto la tredicesima edizione con il veterano dell'esercito e attore di soap opera J. R. Martinez.
Ha anche vinto due titoli runner-up, un titolo di semifinalista e diversi titoli nei quarti di finale.
È stata 5 volte campione nazionale degli Stati Uniti d'America, Campione del World Trophy Campione dell'Asian Open. Smirnoff ha anche vinto il titolo all'UK Open, è stata 3 volte campione agli US Open, due volte campione agli Asian Open, 5 volte campione ai Dutch Open, e 5 volte campione nazionale degli Stati Uniti d'America come professionista nazionale. È arrivata seconda al British Open Blackpool Dance Festival ed è la prima donna a partecipare alla "British Professional Final" con 3 partners differenti. Smirnoff soffre di Disturbo da deficit di attenzione/iperattività.